# Miltogramma dissidens
Miltogramma dissidens är en tvåvingeart som beskrevs av Yu. G. Verves 1982. Miltogramma dissidens ingår i släktet Miltogramma och familjen köttflugor.
Artens utbredningsområde är Mongoliet. Inga underarter finns listade i Catalogue of Life.